# Adjovi Lonlongno Apedoh
Adjovi Lonlongno Apedoh, épouse Anakoma, est une femme politique togolaise. Elle est ministre de l'Action sociale, de la Promotion de la femme et de l'Alphabétisation du 1er octobre 2020 au 23 août 2024 dans le premier gouvernement Tomegah Dogbé.

## Biographie
Adjovi Lonlongno Apedoh est nommée par le président Faure Gnassingbé et la Première ministre Victoire Tomegah Dogbé en octobre 2020. Elle fait partie des quinze nouveaux ministres introduits par ce gouvernement. Son action concerne principalement la promotion de la femme, notamment en encourageant l'égalité des sexes malgré les « obstacles sociaux et systémiques ». Elle insiste particulièrement sur ce point quelques jours après sa nomination en tant que ministre, à l'occasion de la journée de la jeune fille, en mettant en avant la scolarisation féminine avec un discours et la remise de cinquante prix pour les meilleurs résultats féminins au brevet. Elle réitère ce geste l'année suivante auprès de soixante bachelières (cycle deux) dans le cadre du programme de l'excellence académique et du leadership de la fille togolaise.
Elle participe à l'implantation la campagne HeForShe au Togo, campagne qui vise à faire participer les hommes dans la lutte pour l'égalité entre les sexes. Elle encourage également divers évènements, dont le quatrième sommet mondial des filles,, la journée de la femme, le forum génération égalité ou le forum des femmes.
Elle a également pour objectif de limiter la pauvreté et de renforcer la cohésion sociale, ce qui l'amène à rencontrer les agents et personnels de sa région d'origine, Atakpamé,.

## Distinctions
- Officier de l'Ordre International de la protection civile[15]